# Ewa Dyakowska-Berbeka
Ewa Dyakowska-Berbeka (ur. 22 września 1957 w Bielsku-Białej, zm. 29 kwietnia 2018) – polska malarka, graficzka i scenografka w Teatrze Witkacego w Zakopanem.

## Życiorys
Wychowała się w posiadłości swoich dziadków Dyakowskich w Pszczynie. Studiowała w Państwowej Wyższej Szkole Sztuk Plastycznych w Gdańsku na Wydziale Malarstwa i Grafiki. Dyplom uzyskała w pracowni prof. Jerzego Krechowicza w 1982 r. Tworzyła swoje prace najczęściej w technice kolażu. W jej dorobku znalazło się wiele wystaw zbiorowych i indywidualnych w kraju i zagranicą, m.in. w Miejskiej Galerii Sztuki w Zakopanem, w galerii Yatki w Nowym Targu, w galerii Yam, Galerii Teatru Logos w Łodzi, w Muzeum diecezjalnym w Opolu. Jej prace znajdują się w zbiorach Sanktuarium Matki Bożej Fatimskiej na Krzeptówkach, w Muzeum Tatrzańskim im. dra Tytusa Chałubińskiego w Zakopanem oraz w kolekcjach prywatnych w kraju i za granicą. Z Teatrem Witkacy współpracowała bez przerwy od 1985 roku. Stworzyła scenografie między innymi do „Zdrady” Adama Zagajewskiego w reżyserii Pawła Woldana, „Demona ziemi, Puszki Pandory” Franka Wedekinda oraz do „Theatrum caeremoniarum” Moliera w reżyserii Andrzeja Dziuka. 
Była laureatką Nagrody Burmistrza Miasta Zakopane. Artystka mieszkała i tworzyła w Zakopanem. 
Zmarła po długiej i ciężkiej chorobie, pochowana została na cmentarzu parafialnym przy ulicy Nowotarskiej w Zakopanem.

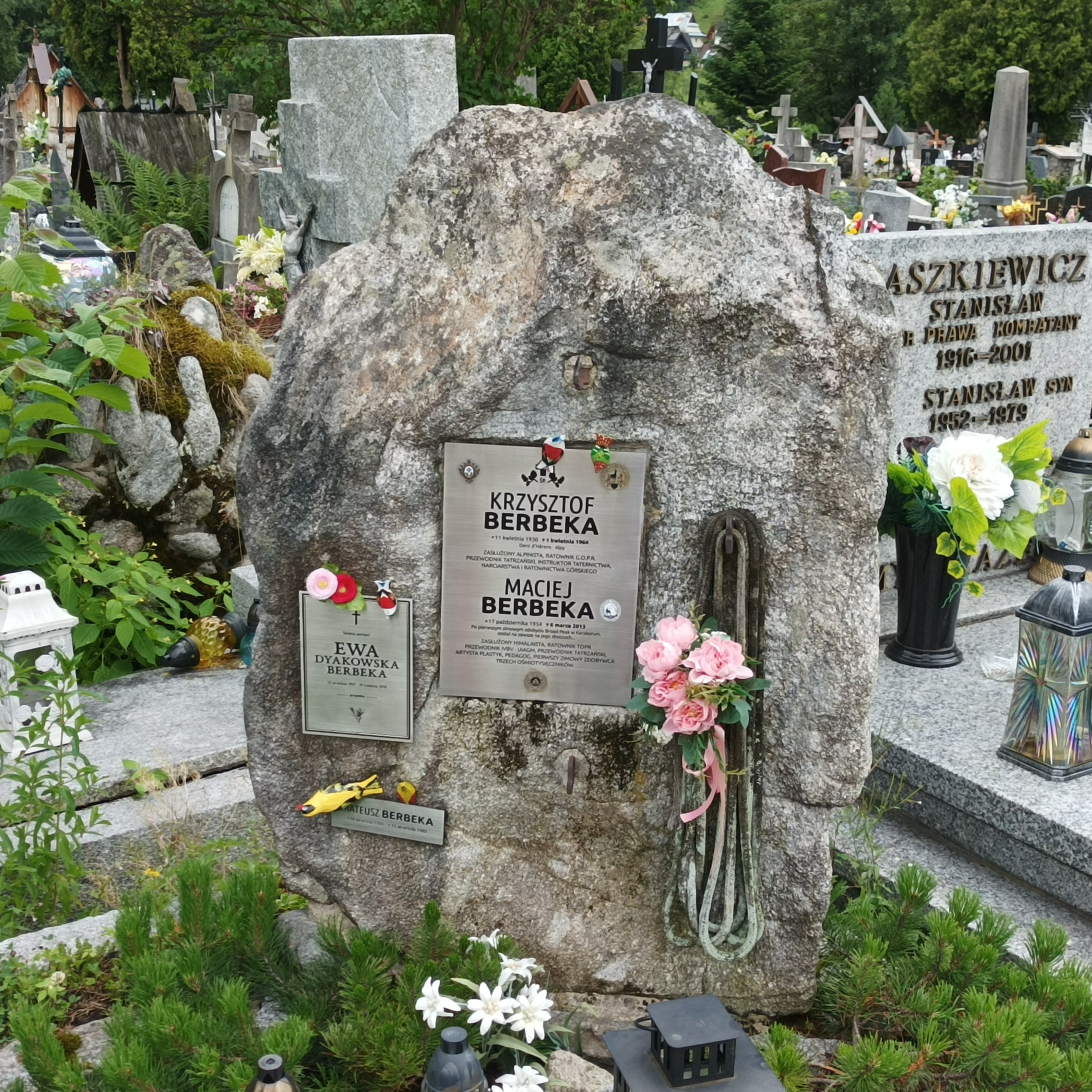
Grób Ewy Dyakowskiej-Berbeki na Nowym Cmentarzu w Zakopanem

## Życie prywatne
Córka prof. Andrzeja Dyakowskiego (1936–2020), malarza i profesora ASP w Gdańsku. Była żoną Macieja Berbeki (1954–2013), himalaisty, który zginął w 2013 roku podczas wyprawy na Broad Peak. Mieli czterech synów.

## W kulturze
O swoim życiu opowiedziała Beacie Sabale-Zielińskiej w książce Jak wysoko sięga miłość? Życie po Broad Peak (Warszawa, 2016).
W 2022 roku w filmie Broad Peak w rolę Dyakowskiej-Berbeki wcieliła się Maja Ostaszewska.